# Koos Formsma
Koos Formsma (Leeuwarden, 1957) was van 1 oktober 2006 tot 24 juli 2007 voorzitter van sc Heerenveen. Hij volgde Riemer van der Velde op, die van 1983 tot 2006 met de voorzittershamer van de club uit Friesland zwaaide, een record in het Nederlandse betaald voetbal. Vanaf 2004 zat Formsma in de raad van bestuur van de sportclub en op 1 september 2006 kwam hij officieel in dienst van sc Heerenveen.
Formsma voetbalde zelf in de jeugd van Heerenveen. Later werd hij official in de hockeywereld. Hij was onder meer manager van de Nederlandse mannenploeg.
Formsma besloot zijn taken als voorzitter in 2007 vanwege zakelijke redenen neer te leggen. Zijn opvolger was Yme Kuiper.